# 南美长尾蜂鸟
，是雨燕目蜂鸟科的一种鸟类。
南美长尾蜂鸟体重约4.97克，翼长约59.4毫米，嘴峰长约18.4毫米，喙宽度约2.1毫米，喙厚度约2.1毫米，跗蹠长约5.3毫米，尾长约55.4毫米。南美长尾蜂鸟在其分布区内为留鸟，其栖息在半开放的高大树木组成的森林中，食性为草食性，主要食物来源是植物的花蜜。
南美长尾蜂鸟分布于委内瑞拉东北部的苏克雷州和莫纳加斯州的山地地区，是委内瑞拉特有物种。该物种是单型物种，没有亚种分化。